# Celeus obrieni
Celeus obrieni е вид птица от семейство Picidae. Видът е застрашен от изчезване.

## Разпространение
Видът е разпространен в Бразилия.